# Acartia spinicauda
Acartia spinicauda är en kräftdjursart som beskrevs av Giesbrecht 1889. Acartia spinicauda ingår i släktet Acartia och familjen Acartiidae. Inga underarter finns listade i Catalogue of Life.